# ポンテランドルフォ
ポンテランドルフォ（イタリア語: Pontelandolfo）は、イタリア共和国カンパニア州ベネヴェント県にある、人口約2,200人の基礎自治体（コムーネ）。

## 地理

### 位置・広がり
ベネヴェント県のコムーネ。県都ベネヴェントから北北西へ19kmの距離にある。

#### 隣接コムーネ
隣接するコムーネは以下の通り。
- カンポラッターロ
- カザルドゥーニ
- チェッレート・サンニータ
- フラニェート・モンフォルテ
- モルコーネ
- サン・ルーポ

## 行政

### 分離集落
以下の分離集落（フラツィオーネ）がある。
- Acqua del Campo, Carluni, Ciccotto, Giallonardo, Grotte, Guitto, Lena, Malepara, Marziello, Pianelle, Pontelandolfo Scalo, Pontenuovo, Santa Caterina, Santillo, Sorgenza